# 物質資本
在經濟學中，物質資本（英語：Physical capital），是投入生產過程中的耐久財或資本財，指實體的生產設備等商品。生產要素中的資本，主要指的就是物質資本。物質資本是一種固定資本，可以因為勞動而增加，在運作過程中產生的損耗為折舊。
這個名詞的出現，主要是為了與金融資本、人力資本以及流動資本等作出區分。